# Hypolycaena tenuivittata
Hypolycaena tenuivittata är en fjärilsart som beskrevs av Henry Stempffer 1951. Hypolycaena tenuivittata ingår i släktet Hypolycaena och familjen juvelvingar. Inga underarter finns listade i Catalogue of Life.